# Winder Laird Henry
Winder Laird Henry (ur. 20 grudnia 1864, zm. 5 lipca 1940 w Cambridge, Maryland) – amerykański polityk związany z Partią Demokratyczną. W latach 1894–1895 był przedstawicielem pierwszego okręgu wyborczego w stanie Maryland w Izbie Reprezentantów Stanów Zjednoczonych.
Jego pradziadek, Robert Henry Goldsborough, dwukrotnie reprezentował stan Maryland w Senacie Stanów Zjednoczonych.